# Lund en Gammelgård
Lund en Gammelgård (Zweeds: Lund och Gammelgård) is een småort in de gemeente Avesta in het landschap Dalarna en de provincie Dalarnas län in Zweden. Het småort heeft 198 inwoners (2005) en een oppervlakte van 51 hectare. Eigenlijk bestaat het småort uit twee plaatsen: Lund en Gammelgård. Het småort ligt aan de meren Bäsingen en Bollsjön. Deze meren staan met elkaar in verbinding door het zeer kleine riviertje de Norsån.